# Anathaniops
Anathaniops är ett släkte av skalbaggar. Anathaniops ingår i familjen vivlar.
Kladogram enligt Catalogue of Life:
| Anathaniops | \| \| Anathaniops cylindrica \| \| \| \| |
|             | \| \| Anathaniops cylindrica \| \| \| \| |
|             | Anathaniops cylindrica                   |
|             |                                          |